# 24 Horas de Dubái

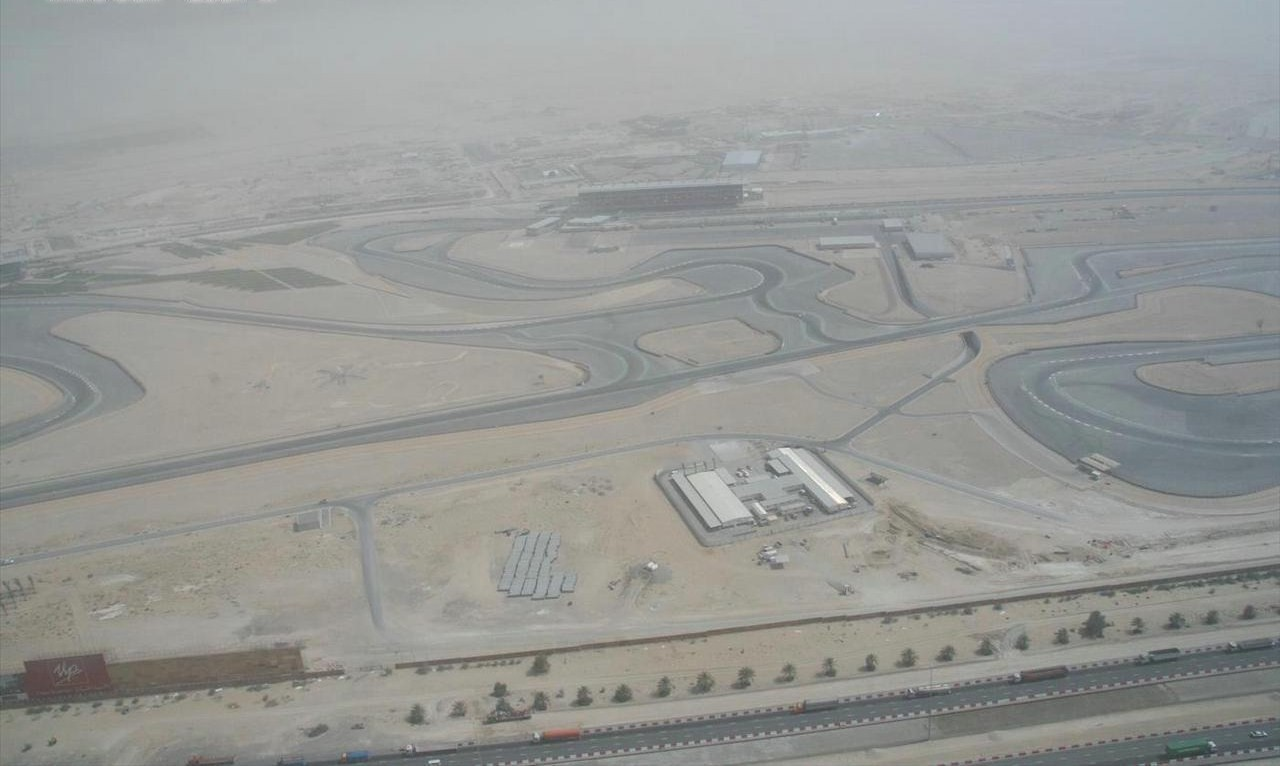
Vista aérea del Autódromo de Dubái.

Las 24 Horas de Dubái es una carrera de resistencia de automóviles deportivos y turismos que se celebra anualmente en el Autódromo de Dubái y que fue inaugurada en 2006.
La carrera presenta una variedad de Gran Turismo (GT), autos de turismo, así como autos silueta especialmente construidos de una amplia gama de marcas que son elegibles para participar. Estos van desde los hatchbacks Super 2000 con motores pequeños (como el Renault Clio y el Honda Civic) hasta los autos deportivos de carreras (como el Porsche 911 GT3 y Marcos Mantis GT).
Existe un método de equilibrio de rendimiento por parte de los organizadores del evento en muchas de las clases presentadas en la carrera. Un ejemplo de esto se puede observar en la Clase A2, en la que los autos Super 1600 corren junto a Super 2000 y corren con el mismo rendimiento que los autos de 1.600cc, que pueden cargar menos peso. Otros factores, como un tanque de combustible Autos de turismos grande y también el fabricante de neumáticos para clases específicas o garantizar una competencia uniforme.

## Estadísticas

### Constructores con más títulos
| Núm. | Constructor   | Victorias | Años                               |
| ---- | ------------- | --------- | ---------------------------------- |
| 1    | Porsche       | 6         | 2008, 2009, 2010, 2014, 2017, 2021 |
| 2    | Mercedes-Benz | 5         | 2012, 2013, 2015, 2018, 2020       |
| 3    | BMW           | 4         | 2006, 2007, 2011, 2023             |
| 4    | Audi          | 4         | 2016, 2019, 2022, 2024             |